# Umbellapathes
Umbellapathes is een geslacht van neteldieren uit de klasse van de Anthozoa (bloemdieren).

## Soorten
- Umbellapathes bipinnata Opresko, 2005
- Umbellapathes helioanthes Opresko, 2005
- Umbellapathes tenuis (Brook, 1889)